# Florian Cajori
Florian Cajori (Scharans, 28 febbraio 1859 – Berkeley, 15 agosto 1930) è stato un matematico e storico della scienza svizzero.

## Biografia
All'età di sedici anni emigrò negli Stati Uniti.
Studiò Matematica presso l'Università del Wisconsin-Madison e conseguì il dottorato di ricerca presso l'Università di Tulane, in Louisiana, dove insegnò per un paio d'anni prima di essere condotto verso nord dalla sua salute (soffriva di tubercolosi).
Insegnò al Colorado College, dove fondò la "Società scientifica del Colorado College".
Autore di apprezzati trattati e monografie sulla storia della scienza, in particolare matematica e fisica, divenne uno dei più celebri storici della matematica e della scienza degli inizi del XX secolo. Nel 1918 gli venne assegnata la cattedra, appositamente creata per lui, di "Storia della Matematica" presso l'Università della California di Berkeley.
Rimase a Berkeley fino alla sua morte, avvenuta il 15 agosto 1930.

## Opere

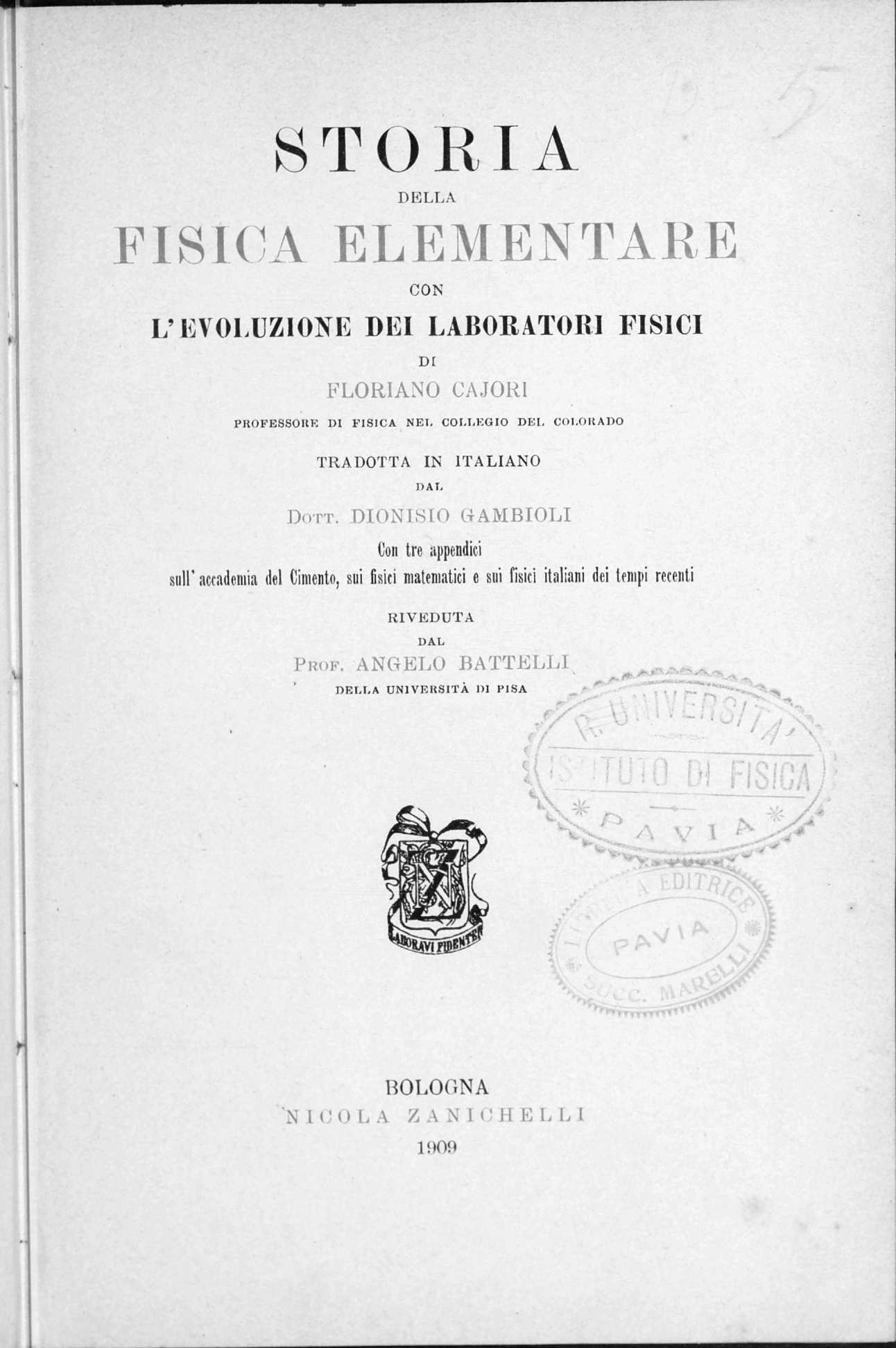
Storia della fisica elementare con l'evoluzione dei laboratori fisici, 1909

- (EN)  The Teaching and History of Mathematics in the United States, U.S. Government Printing Office, 1890.
- (EN) A History of Mathematics, Macmillan & Company, 1893.[1]
- (EN) A History of Elementary Mathematics, Macmillan, 1898.
- (EN) A History of Physics in its Elementary Branches: Including the Evolution of Physical Laboratories, The Macmillan Company, 1899.
  - (EN) A History of Physics in its Elementary Branches: Including the Evolution of Physical Laboratories, The Macmillan Company, 1917.
  -  Storia della fisica elementare con l'evoluzione dei laboratori fisici, Bologna, Nicola Zanichelli, 1909.
- (EN) A History of the Logarithmic Slide Rule and Allied Instruments, The Engineering News Publishing Company, 1909.
- (EN) William Oughtred: a Great Seventeenth-century Teacher of Mathematics, The Open Court Publishing Company, 1916.
- (EN) A History of the Conceptions of Limits and Fluxions in Great Britain, from Newton to Woodhouse, Open Court Publishing Company, 1919.[2]
- (EN) On the History of Gunter's Scale and the Slide Rule during the Seventeenth Century, vol. 1, University of California Press, 1920.
- (EN) A History of Mathematical Notations, The Open Court Company, 1928.
- (EN) https://books.google.com/books?id=PFukK9Gsii0C[collegamento interrotto], tr. Andrew Motte, rev. Florian Cajori, Berkeley, University of California Press, 1934.[3]

## Curiosità
A lui è intitolato il cratere lunare Cajori.